# Paul Seymour (matematico)
Paul D. Seymour (Plymouth, 26 luglio 1950) è un matematico britannico, conosciuto per i contributi in matematica discreta, soprattutto negli ambiti della combinatoria, della teoria dei grafi e dell'ottimizzazione.

## Riconoscimenti
- 1979, 1994, 2006 e 2009 Premio Fulkerson
- 1983 e 2004 Premio Pólya
- 2004 Premio Ostrowski